# Baffle Rock
Der Baffle Rock (von englisch baffle ‚Abweiser, Strombrecher‘, in Chile Roca Baffle, in Argentinien Roca Confusión von spanisch confusión ‚Wirrwarr, Durcheinander‘) ist ein kleiner, kaum über die Meeresoberfläche ragender Rifffelsen vor der Fallières-Küste des Grahamlands im Norden der Antarktischen Halbinsel. Er liegt in der Marguerite Bay 1 km nordwestlich der Westspitze der Neny-Insel inmitten einer zur Stonington-Insel reichenden Tiefseerinne.
Der Felsen wurde 1947 vom Falkland Islands Dependencies Survey vermessen und benannt. Namensgebend ist der Umstand, dass dieser Rifffelsen die Zufahrt für Schiffe zur Stonington-Insel erschwert.